# Abraze (gynekologie)
Abraze v gynekologii (lat. Ab - od,  rado – škrabat) znamená získání materiálu sliznice děložní, cervikální (čípku děložního). Tento úkon je součástí kyretáže. Jedná se o malou gynekologickou operaci, při níž se kovovým nástrojem zvaným kyreta získává materiál ze sliznice dutiny děložní a materiál ze sliznice čípku děložního. Materiál je dále zpracován histologickou metodou, (což je vyhodnocení tkáně pod mikroskopem). Zákrok se provádí při podezření  na nepatřičný (patologický) proces sliznice dělohy (např. polyp, myom, nádor, zbytky po porodu/potratu, aj.). Tento zákrok se zpravidla provádí v celkové anestezii.